# Peppermint Candy
Peppermint Candy (박하사탕 Pakha Satang) es una película de 1999, la segunda del director surcoreano Lee Chang-dong. La película fue la novena película nacional más taquillera de 2000, con 311.000 entradas vendidas en Seúl.

## Historia
La película comienza con el suicidio del protagonista y usa cronología inversa para presentar algunos de los acontecimientos clave de los últimos 20 años de su vida que condujeron a su muerte.

## Reparto

### Personajes principales
- Sol Kyung-gu - Kim Yong-ho
- Moon So-ri - Yun Sun-im
- Kim Yeo-jin - Hong-ja

### Personajes secundarios
- Seo Jung - Ms. Ri
- Go Seo-hee - Kyeong Ah
- Lee Dae-yeon - Jefe Kang
- Kim In-kwon - Sargento Lee
- Park Soo-young como un empleado de la fábrica.[2]

### Personajes invitados
- Jo Han-chul - Operativo #1
- Choi Deok-moon - Noh Jo-won, miembro de la unión.
- Yoo Seung-mok - Soldado de primera clase Im.

## Premios y nominaciones
2000 Blue Dragon Film Awards
- Mejor actor - Sol Kyung-gu
- Mejor guion - Lee Chang-dong

2000 Grand Bell Awards
- Mejor película
- Mejor director - Lee Chang-dong
- Mejor actriz de reparto - Kim Yeo-jin
- Mejor guion - Lee Chang-dong
- Mejor actor revelación - Sol Kyung-gu

2000 Paeksang Arts Awards
- Mejor actor revelación - Sol Kyung-gu

## Premios
Ganó múltiples premios en el Festival Internacional de Cine de Karlovy Vary y ganó el Premio Grand Bell de la industria del cine surcoreano como mejor película del 2000.

## Producción
La película fue bien recibida en distintos festivales. Alentados por el éxito del debut como director de Lee Chang-dong, Green Fish, Peppermint Candy fue elegida como película de apertura del Festival Internacional de Cine de Pusan en su primer visionado en 1999.